# Definiciones de fascismo

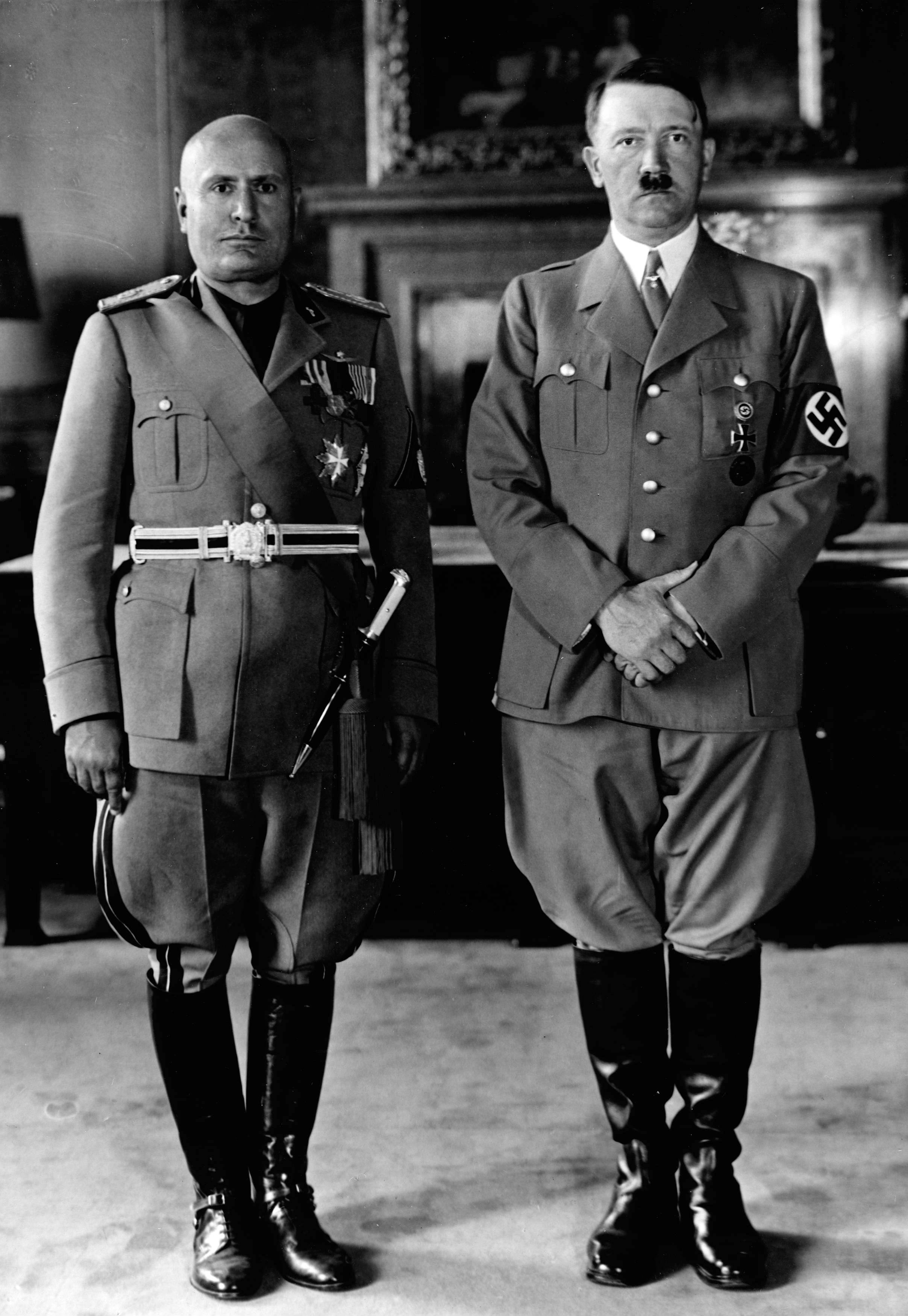
Foto oficial del encuentro entre Benito Mussolini y Adolf Hitler que tuvo lugar en Munich en junio de 1940 para formalizar la entrada de la Italia fascista en la Segunda Guerra Mundial del lado de la Alemania nazi.

Las distintas definiciones de fascismo y las características específicas de los regímenes fascistas han sido —y son— objeto de gran controversia, en la que se ha discutido —y se discute— la naturaleza exacta del fascismo y sus rasgos básicos.
La mayoría de académicos coincide en que un régimen fascista es, por encima de todo, una forma de gobierno autoritaria, aunque no todos los regímenes autoritarios sean fascistas. El autoritarismo es, en el fascismo, tan solo una de sus características, de forma que la mayoría de académicos afirman que son necesarios más rasgos identificativos para poder definir un régimen autoritario como fascista.
De forma similar, el fascismo como ideología y como movimiento político es también difícil de definir. Entendido en sentido restringido el fascismo es una ideología y un movimiento político que surgió en Italia en 1919, recién acabada la Gran Guerra, y que alcanzó el poder en ese país en 1922 y lo mantuvo hasta 1943 bajo el mando de Benito Mussolini. Se trató de un movimiento político totalitario enlazado con el corporativismo. Es evidente que si esa definición se limita al fascismo italiano original, el término fascismo tendrá poco sentido fuera de la historia de la política italiana. La mayoría de académicos, por tanto, prefiere usar la palabra fascismo en sentido amplio para referirse a una serie de ideologías y de movimientos  políticos con características parecidas que se dieron en prácticamente toda Europa durante el período de entreguerras y cuyo ejemplo más radical no fue paradójicamente el fascismo italiano sino el nacionalsocialismo alemán. Es lo que se ha denominado el fascismo histórico, pero el debate se hace todavía más difícil cuando se intenta aplicar el término fascismo a países no europeos o a momentos distintos que el periodo entreguerras. Para ese propósito, hay que identificar un "mínimo fascista", es decir, las condiciones mínimas indispensables que debe cumplir un movimiento político para poder ser considerado fascista. La mejor forma de hacerlo es considerar cuál ha sido la propia definición de fascismo para diversos autores relevantes, para la mayoría de los cuales es un movimiento político y un tipo de régimen político de carácter totalitario, autoritario, antiliberal, antimarxista y antidemocrático.

## El fascismo según los fascistas

### Benito Mussolini
Benito Mussolini, Il Duce, de Italia antes de y durante la Segunda Guerra Mundial, firmó una entrada en la Enciclopedia Italiana en 1932 titulada La doctrina del fascismo. Suele citarse a ese texto como la definición "original" del fascismo italiano, el cual, a su vez, es considerado el fascismo "original". Sin embargo, el valor de las afirmaciones de Mussolini sobre su propio movimiento político es objeto de discusión. 
Algunos extractos destacados de una de las traducciones de la Doctrina del fascismo:

Aunque el XIX fuera el siglo del socialismo, el liberalismo y la democracia, eso no significa que el siglo XX deba ser también el del socialismo, el liberalismo y la democracia. Las doctrinas políticas pasan; las naciones permanecen. Somos libres de creer que este es el siglo de la autoridad, un siglo de «derecha», un siglo fascista. Si el XIX fue el siglo del individuo (liberalismo implica individualismo), somos libres de creer que este es el siglo del 'colectivo', y por tanto el siglo del estado

La concepción fascista del estado es totalmente incluyente; fuera del mismo no puede existir ningún valor humano o espiritual, mucho menos tener valor. Comprendido esto, el fascismo es totalitario, y el estado fascista - síntesis y unidad que incluye todos los valores -  interpreta, desarrolla y potencia toda la vida de un pueblo

El fascismo es una concepción religiosa en la que un hombre es visto bajo la perspectiva de su relación inmanente con una ley superior y con una Voluntad objetiva que trasciende al individuo particular y le eleva a la pertenencia consciente a una sociedad espiritual. Cualquiera que no haya visto en las políticas religiosas del régimen fascista nada más que mero oportunismo, no ha entendido que el fascismo, aparte de ser un sistema de gobierno, es también, y sobre todo, un sistema de pensamiento

### Ramiro Ledesma Ramos
El fundador de las JONS, uno de los principales teóricos del fascismo en España, analiza el fascismo en su libro ¿Fascismo en España?

Fácilmente se comprenderá que cuantas veces utilizamos aquí la palabra "Fascismo" lo hacemos como una concesión al vocabulario polémico mundial, pero sin gran fe en la exactitud expresiva, ya que, por nuestra parte, nos inclinamos a negar al fascismo propiamente dicho características universales...

Nos fijaremos en dos factores, que sin ser desde luego los únicos, ni quizá los de más profundidad, han influido considerablemente en la universalización del fascismo.
Helos aquí:
1) Su tendencia al descubrimiento jurídico-político de un Estado nuevo, con la pretensión histórica de que ese Estado signifique, para el espíritu y las necesidades de la época, lo que el Estado liberal-parlamentario significó en todo el siglo XIX, hasta la Gran guerra.
2) Su estrategia de lucha contra una fuerza social -el marxismo, el partido clasista de los proletarios-, venciéndola revolucionariamente, y sustituyéndola en la ilusión y en el entusiasmo de las masas...
No hay ni puede haber una Internacional fascista. El fascismo, como fenómeno mundial, no es hijo de una fe ecuménica, irradiada proféticamente por nadie. Es más bien un concepto que recoge una actitud mundial, que señala una coincidencia amplísima en la manera de acercarse el hombre de nuestra época a las cuestiones políticas, sociales y económicas más altas. Pero hay en esa actitud mundial zonas irreductibles, que son las primeras en denunciar la no universalidad originaria del fascismo. Pues su dimensión más profunda es lo "nacional". De ahí que el fascismo no tenga otra universalidad que la que le preste el soporte "nacional" en que nace ...
¿Qué significa, en resumen, ser fascista? ¿Qué características ofrece esa actitud moral, política y económica que en el mundo entero se califica hoy de actitud fascista? ¿Qué aspiraciones y qué propósitos tienen esos movimientos que el mundo conoce y señala como movimientos fascistas?
Parece que esas preguntas pueden hoy ser contestadas, y ello, de acuerdo con lo que antes dijimos, sin necesidad de dirigir exclusivamente el catalejo hacia Italia y hacia Mussolini, sino capturando una dimensión esencial de nuestra época, y de la que, en realidad, es ya consecuencia y producto el fascismo italiano mismo.
Señalemos brevemente, en esquemas, las características y afirmaciones centrales, definitorias, que en opinión nuestra determinan el fascismo como fenómeno mundial:
1) La Patria es la categoría histórica y social más firme. Y el culto a la Patria, el impulso creador más vigoroso.
2) El Estado liberal-parlamentario no es ya el Estado nacional. Las instituciones demoburguesas viven al margen del interés de la Patria y del interés del pueblo. No representan ni interpretan ese interés.
3) La oposición a la democracia burguesa y parlamentaria es la oposición a los poderes feudalistas de la sociedad actual.
4) El marxismo es la solución bestial, antinacional y antihumana que representa el clasismo proletario para resolver los evidentes problemas e injusticias, propias del régimen capitalista.
La primera incompatibilidad de tipo irresoluble del fascismo se manifiesta frente a los marxistas. Tan irresoluble, que sólo la violencia más implacable es una solución.
5) Desde el momento en que el fascismo no es un producto de los sectores más conformistas de la sociedad, es decir, de los grupos más satisfechos y partidarios de la actual ordenación económica y política, su régimen y su victoria implican, necesariamente, grandes transformaciones revolucionarias.
6) El fascismo busca un nuevo sentido de la autoridad, de la disciplina y de la violencia.
Respecto a la autoridad, vinculándola en jefes verdaderos. Respecto a la disciplina, convirtiéndola en liberación, en eficacia y en grandeza del hombre.

Idea nacional profunda. Oposición a las instituciones demoburguesas, al Estado liberal-parlamentario. Desenmascaramiento de los verdaderos poderes feudalistas de la actual sociedad. Incompatibilidad con el marxismo. Economía nacional y economía del pueblo frente al gran capitalismo financiero y monopolista. Sentido de la autoridad, de la disciplina y de la violencia.

### José Antonio Primo de Rivera
José Antonio Primo de Rivera habla del fascismo en el diario ABC el 22 de marzo de 1933, en una carta dirigida a su director Juan Ignacio Luca de Tena: Algunas de sus afirmaciones son las siguientes:

El fascismo no es una táctica: la violencia. Es una idea: la unidad. Frente al marxismo, que afirma como dogma la lucha de clases, y frente al liberalismo, que exige como mecánica la lucha de partidos, el fascismo sostiene que hay algo sobre los partidos y sobre las clases, algo de naturaleza permanente, trascendente, suprema: la unidad histórica llamada Patria. La Patria, que no es meramente el territorio donde se despedazan aunque sólo sea con las armas de la injuria varios partidos rivales ganosos todos del Poder. Ni el campo indiferente en que se desarrolla la eterna pugna entre la burguesía, que trata de explotar a un proletariado, y un proletariado, que trata de tiranizar a una burguesía. Sino la unidad entrañable de todos al servicio de una misión histórica, de un supremo destino común, que asigna a cada cual su tarea, sus derechos y sus sacrificios.

En un Estado fascista no triunfa la clase más fuerte ni el partido más numeroso que no por ser más numeroso ha de tener siempre razón, aunque otra cosa diga un sufragismo estúpido, que triunfa el principio ordenado común a todos, el pensamiento nacional constante, del que el Estado es órgano.

Para encender una fe, no de derecha (que en el fondo aspira a conservarlo todo, hasta lo injusto), ni de izquierda (que en el fondo aspira a destruirlo todo, hasta lo bueno), sino una fe colectiva, integradora, nacional, ha nacido el fascismo. En su fe reside su fecundidad, contra la que no podrán nada las persecuciones. Bien lo saben quienes medran con la discordia. Por eso, no se atreven sino con calumnias. Tratan de presentarlo a los obreros como un movimiento de señoritos, cuando no hay nada más lejano del señorito ocioso, convidado a una vida en la que no cumple ninguna función, que el ciudadano del Estado fascista, a quien no se reconoce ningún derecho sino en razón del servicio que presta desde su sitio. Si algo merece llamarse de veras un Estado de trabajadores, es el Estado fascista. Por eso, en el Estado fascista y ya lo llegarán a saber los obreros, pese a quien pese los sindicatos de trabajadores se elevan a la directa dignidad de órganos del Estado.

## El fascismo según los antifascistas

### Franklin D. Roosevelt
Franklin Delano Roosevelt, Presidente de los Estados Unidos entre 1933 y 1945, en su texto de 1938 Mensaje del Presidente de los Estados Unidos transmitiendo recomendaciones relativas al fortalecimiento y la imposición de las leyes antimonopolio describió el fascismo de la forma siguiente:

La primera verdad es que la libertad de una democracia no está a salvo si la gente tolera el crecimiento del poder en manos privadas hasta el punto de que se convierte en algo más fuerte que el propio estado democrático. Eso, en esencia, es el fascismo - la propiedad del estado por parte de un individuo, de un grupo, o de cualquier otro que controle el poder privado.

### León Trotski
El revolucionario, político, militar y teórico soviético León Trotski definió al fascismo de la siguiente manera (carta a un camarada británico, luego publicada en The Militant el 16 de enero de 1932):

¿Qué es el fascismo? El término se originó en Italia. ¿Fueron fascistas todas las formas de dictadura contrarrevolucionaria (es decir, antes del advenimiento del fascismo en Italia)? La Comintern llama dictadura fascista a la ex dictadura de Primo de Rivera en España. ¿Es correcto? Creemos que no.

El movimiento fascista italiano fue un movimiento espontáneo de grandes masas, con nuevos dirigentes surgidos de la base. Es de origen plebeyo y está dirigido y financiado por las grandes potencias capitalistas. Se formó en la pequeña burguesía, en el lumpenproletariado y hasta cierto punto también en las masas proletarias; Mussolini, un ex-socialista, es un self-made man (persona que se ha hecho a sí misma) producto de este movimiento.
Primo de Rivera era un aristócrata. Ocupaba un alto cargo militar y burocrático y fue gobernador en jefe de Cataluña. Llevó a cabo el golpe con la colaboración de fuerzas estatales y militares. Las dictaduras de España e Italia son dos formas totalmente distintas de dictadura. Hay que diferenciarlas bien. Mussolini tuvo dificultades para reconciliar a muchas viejas instituciones militares con las milicias fascistas. Este problema no existió para Primo de Rivera.
El movimiento alemán se parece fundamentalmente al italiano. Es un movimiento de masas, cuyos dirigentes emplean una buena cantidad de demagogia socialista, la cual es necesaria para la formación de un movimiento de masas.

La base genuina es la pequeña burguesía. En Italia cuenta en gran medida con esa base: la pequeña burguesía de la ciudad y el campo y el campesinado. También en Alemania existe una buena base para el fascismo[...]

### Definición marxista de fascismo
Es la dictadura terrorista abierta que desatan los grandes monopolistas y financieros cuando asumen definitivamente las riendas del Estado al llegar el capitalismo a su última fase.
El fascismo aparece con la llegada del capitalismo a su etapa monopolista para frenar el ascenso del movimiento obrero y tratar de superar la crisis que tal etapa engendra inevitablemente. El imperialismo es un sistema en descomposición, en crisis permanente y, a fin de impedir su hundimiento definitivo, está obligado a adoptar las más drásticas medidas de fuerza. La agudización de todas las contradicciones de esta etapa, impiden a la burguesía resolverlas por los métodos propios de la democracia burguesa: parlamentarismo, elecciones, partidos, tribunales, etc.
Pero el fascismo no es sólo una ideología; el fascismo no está representado sólo, ni siquiera principalmente, por determinados grupos o partidos de extrema derecha, chovinistas o racistas. No se puede separar al fascismo del poder del Estado y surge cuando el capitalismo ha llegado a su última etapa como una forma de impedir la revolución socialista. El fascismo es el monopolismo en la política, el control del poder por un reducido núcleo de los sectores financieros más poderosos. Es la superestructura política que adoptan los países imperialistas, de manera que si la democracia burguesa corresponde al capitalismo premonopolista, el fascismo es la forma de Estado del capitalismo monopolista. En consecuencia, no es un fenómeno político limitado al momento transcurrido entre las dos guerras mundiales del siglo XX, sino una tendencia permanente y general de todos los países capitalistas.
Tampoco se puede identificar al fascismo con sus formas exteriores, ni tampoco con las manifestaciones nacionales en la que se materializó (nacional-socialismo en Alemania, fascismo en Italia, falangismo en España).

El fascismo crea la premisas para incorporar a sectores muy extensos de las masas a la lucha a causa de la privación absoluta de derechos, poniendo de manifiesto la identidad de intereses entre la democracia y la revolución socialista.

El Diccionario filosófico, obra soviética a cargo de Mark Moisevich Rosental (1906-1975) y Pavel Fedorovich Iudin (1899-1968), uno de los más difundidos manuales filosóficos, toma su definición de los documentos del XXII Congreso del PCUS:

El fascismo es la dictadura terrorista abierta de los elementos más reaccionarios, chovinistas e imperialistas del capital financiero.

### José Carlos Mariategui
José Carlos Mariategui, por su parte, en sus estudios mostró cómo el fascismo no era una "excepción" italiana o un "cataclismo", sino un fenómeno internacional "posible dentro de la lógica de la historia", del desarrollo de los monopolios en el imperialismo y de su necesidad de derrotar la lucha del proletariado. Mariátegui vio el fascismo como una respuesta del gran capital a una crisis social profunda, como la expresión de que la clase dominante no se siente ya suficientemente defendida por sus instituciones democráticas por lo que culpa ante las masas de todos los males de la patria, al régimen parlamentario y a la lucha revolucionaria, y desata el culto a la violencia y al nuevo orden del estado fascista, concebido como estructura autoritaria vertical de corporaciones. Mariátegui vislumbró cómo el triunfo del fascismo estaba inevitablemente destinado a exasperar la crisis europea y mundial.

## El fascismo según historiadores y politólogos
Como ha señalado el historiador italiano Steven Forti, «entre los historiadores, de hecho, ha habido —y sigue habiendo— un intenso debate sobre la definición misma del concepto de fascismo. [...] Las divergencias aumentan, además, cuando entramos en el análisis de casos concretos, más allá de la Italia de Mussolini o de la Alemania de Hitler. ¿Fueron la Francia del mariscal Pétain, la Hungría de Horthy, el Portugal de Salazar, la España de Franco o la Austria de Dollfuss unos regímenes fascistas? ¿O se trató de unos regímenes más o menos fascistizados o sencillamente autoritarios?». Por este motivo hay historiadores como Enzo Collotti que proponen hablar de facismos, en plural.

### Stanley G. Payne
Para definir el fascismo Stanley G. Payne, en su obra de 1980  Fascismo: Comparación y definición, parte de lo que él llama la «triple negación del fascismo». Las dos primeras, el antiliberalismo y el antisocialismo (singularmente el "antimarxismo"), las comparte con el resto de ideologías y movimientos políticos de la derecha autoritaria (no democrática), por lo que la tercera es la que la distingue al fascismo de esta última: se trata del rechazo de las formas tradicionales de conservadurismo (las basadas en la religión o en la monarquía tradicionales, por ejemplo), ya que el fascismo propugnaba una "Revolución Nacional" que crearía un "Orden Nuevo" y un "Hombre Nuevo". 
A estos tres rasgos definitorios y clave del fascismo, Payne añade los siguientes: creación de un estado autoritario; creación y control de un sector económico integrado en el Estado, interclasista y altamente regulado, ya sea llamada corporativista nacional, nacionalsocialista o nacional sindicalista; evaluación positiva y uso de, o disposición a usar, la violencia y la guerra; empeño extremo en el principio masculino y en el dominio masculino, al tiempo que defiende una visión fuertemente orgánica de la sociedad.

### Roger Griffin
Roger Griffin pone el énfasis en el aspecto de la retórica popular fascista que reclama un "renacimiento" de la nación y la etnia entremezcladas. Según Griffin:

El fascismo se define mejor como una forma revolucionaria de nacionalismo, una que pretende ser una revolución política, social y ética, fusionando al "pueblo" en una dinámica comunidad nacional bajo el mando de las nuevas élites infusas en valores heroicos. El mito central que inspira ese proyecto es el de que tan solo un único movimiento populista e interclasista de purificación, un renacimiento nacional catártico (palingénesis), puede detener la ola de decadencia.

También según Griffin, durante los años 1990 se desarrolló un amplio consenso académico en el ámbito de las ciencias sociales dentro del mundo angloparlante, centrado en la siguiente definición de fascismo:

[El fascismo es] una forma genuinamente revolucionaria de antiliberalismo transcláseo, y en su último análisis, nacionalismo anticonservador. Como tal, es una ideología profundamente inmersa en conceptos de modernización y modernidad, ha asumido una considerable variedad de formas externas para adaptarse al contexto histórico y nacional particular en el que aparece, y ha desatado una gran cantidad de corrientes culturales e intelectuales, tanto entre la izquierda como entre la derecha, antimodernas y promodernas, con el fin de articularse como un cuerpo de ideas, lemas y doctrinas. En el período de entre guerras se manifestó principalmente en la forma de un "partido armado" dirigido por una élite, que intentó, normalmente de forma infructuosa, generar un movimiento de masas populista a través de un estilo político lleno de liturgia y un programa de políticas radicales que prometían vencer una amenaza representada por el socialismo internacional, acabar con la degeneración que afectaba la nación bajo el liberalismo, y traer una renovación radical de la vida social, política y cultural del país, como parte de lo que era comúnmente considerado como una nueva era inaugurada en la civilización occidental. El mito movilizador central del fascismo, que condiciona su ideología, su propaganda, su estilo político y sus acciones, es la visión del inminente renacer de la nación desde la decadencia.

Griffin afirma que la definición anterior puede condensarse en una sola frase:

El fascismo es una ideología política cuyo esencia mítica, en sus varias permutaciones, es una forma palingenésica de ultranacionalismo populista.

La palabra palingenésico se refiere a la noción de renacimiento (en este caso, renacimiento nacional), y tiene un significado similar a los términos "apocalíptico" y "milenario", aunque sin connotaciones religiosas.

### Emilio Gentile
Emilio Gentile describe el fascismo como «la sacralización de la política» a través de métodos totalitarios. En su libro más reciente Quién es fascista (2019) ha propuesto el siguiente «mapa conceptual» del fascismo configurado por diez elementos:

«Dimensión organizativa

1. Un movimiento de masas, en suma interclasista, pero en el que prevalecen, en los cuadros dirigentes y en la masa de los militantes, jóvenes pertenecientes principalmente a las clases medias, organizados en forma original e inédita de 'partido milicia'. Este... se considera investido de una misión de regeneración nacional, se conceptúa en estado de guerra contra los adversarios políticos y trata de adquirir el monopolio del poder político usando el terror, la táctica parlamentaria y el compromiso con los grupos dirigentes, para crear un nuevo régimen, destruyendo la democracia parlamentaria.
Dimensión cultural

2. Una cultura basada en el pensamiento mítico, en un sentimiento trágico y activista de la vida concebida como manifestación de la voluntad de poder, en el mito de la juventud como artífice de la historia, en la militarización de la política como modelo de vida y de organización colectiva.
3. Una ideología de carácter antiideológica y pragmática, que se declara antimaterialista, antiindividualista, antiliberal, antidemocrática, antimarxista, tendencialmente populista y anticapitalista, expresada estéticamente, más que teóricamente, a través de un nuevo estilo político y a través de los mitos, los ritos y los símbolos de una religión laica, instituida en función del proceso de aculturación, de socialización y de integración fideísta de las masas cuya finalidad es la creación de un 'hombre nuevo'.
4. Una concepción totalitaria de la primacía de la política como experiencia integral y revolución continua, para llevar a cabo —a través del Estado totalitario— la fusión del individuo y de las masas en una unidad orgánica y mística de la nación como comunidad étnica y moral, adoptando medidas de discriminación y de persecución contra quienes son considerados fuera de esta comunidad, por ser enemigos del régimen o porque pertenecen a razas consideradas inferiores o, en cualquier caso, peligrosas para la integridad de la nación.
5. Una ética civil basada en la subordinación absoluta del ciudadano al Estado, en la entrega total del individuo a la comunidad nacional, en la disciplina, en la virilidad, en la camaradería y en el espíritu guerrero.
Dimensión institucional

6. Un aparato policial, que previene, controla y reprime, incluso recurriendo al terror organizado, la disensión y la oposición.
7. Un partido único, que tiene las siguientes funciones: garantizar, a través de una milicia propia, la defensa armada del régimen...; llevar a cabo la selección de nuevos cuadros dirigentes y la formación de la 'aristocracia del mando'; organizar a las masas en el Estado totalitario involucrándose en un proceso pedagógico de movilización permanente, emocional y fideísta; operar en el interior del régimen como órgano de la 'revolución continua' en pro de la permanente actuación del Estado totalitario en las instituciones, en la sociedad, en la mentalidad y en las costumbres.
8. Un sistema político basado en la simbiosis entre régimen y Estado, ordenado según una jerarquía de funciones, nombrada desde lo alto y que culmina en la figura del 'jefe', investido de sacralidad carismática...
9. Una organización corporativa de la economía, que suprime la libertad sindical, amplía la esfera de intervención del Estado y trata de llevar a cabo, según principios tecnocráticos y solidaristas, la colaboración de las clases productivas bajo el control del régimen, para la consecución de sus finalidades de potencia, pero preservando la propiedad privada y la división de clases.
10. Una política exterior inspirada por la búsqueda de la potencia y de la grandeza nacionales, con objetivos de expansión imperialista y con vistas a la creación de una nueva civilización.»

### Robert Paxton
Robert Paxton, profesor emérito de la Universidad de Columbia, define el fascismo en su libro Anatomía del fascismo como:

una forma de conducta política caracterizada por una preocupación obsesiva por la decadencia de la comunidad, su humillación o victimización y por cultos compensatorios de unidad, energía y pureza, en los que un partido de masas o un conjunto de militantes nacionalistas comprometidos, trabajando en difícil pero efectiva colaboración con las élites tradicionales, abandona las libertades democráticas y persigue, con violencia redentora y sin restricciones éticas o legales, metas de limpieza interna y expansión exterior.

En el mismo libro, Paxton también sostiene que los cimientos del fascismo se encuentran en un conjunto de "pasiones movilizadoras" más que en una doctrina elaborada. Sostiene que estas pasiones pueden explicar gran parte del comportamiento de los fascistas:
- una sensación de crisis abrumadora más allá del alcance de cualquier solución tradicional.
- la primacía del grupo, frente al cual se tienen deberes superiores a todo derecho, individual o universal, y la subordinación del individuo a él.
- la creencia de que el propio grupo es una víctima, un sentimiento que justifica cualquier acción, sin límites legales o morales, contra sus enemigos, tanto internos como externos.
- temor al declive del grupo bajo los efectos corrosivos del liberalismo individualista, el conflicto de clases y las influencias ajenas.
- la necesidad de una integración más estrecha de una comunidad más pura, por consentimiento si es posible, o por violencia excluyente si es necesario.
- la necesidad de autoridad por parte de jefes naturales (siempre varones), que culmina en un cacique nacional que es el único capaz de encarnar el destino histórico del grupo.
- la superioridad de los instintos del líder sobre la razón abstracta y universal.
- la belleza de la violencia y la eficacia de la voluntad, cuando se dedican al éxito del grupo.
- el derecho del pueblo elegido a dominar a otros sin restricción de ningún tipo de ley humana o divina, siendo el derecho decidido por el único criterio de la destreza del grupo dentro de una lucha darwiniana.

### Kevin Passmore
La definición del fascismo de Kevin Passmore —profesor de historia en la Universidad de Cardiff— en su libro de divulgación de 2002 "Fascism: A Very Short Introduction". desciende directamente de la visión presentada por Ernesto Laclau, y también está informada por un deseo de ajustarse a lo que él cree que son deficiencias en los análisis marxistas, weberianos y otros del fascismo:

El fascismo es un conjunto de ideologías y prácticas que busca colocar a la nación, definida en términos exclusivos biológicos, culturales y / o históricos, por encima de todas las demás fuentes de lealtad, y crear una comunidad nacional movilizada. El nacionalismo fascista es reaccionario en el sentido de que implica una hostilidad implacable al socialismo y al feminismo, ya que se considera que priorizan la clase o el género en lugar de la nación. Por eso el fascismo es un movimiento de extrema derecha.
El fascismo es también un movimiento de la derecha radical porque se considera que la derrota del socialismo y el feminismo y la creación de la nación movilizada dependen del advenimiento al poder de una nueva élite que actúa en nombre del pueblo, encabezada por un líder carismático, y encarnado en un partido militarizado de masas.
Los fascistas son empujados hacia el conservadurismo por el odio común al socialismo y al feminismo, pero están preparados para anular los intereses conservadores —familia, propiedad, religión, universidades, servicio civil— donde se considera que los intereses de la nación lo requieren.
El radicalismo fascista también se deriva del deseo de calmar el descontento aceptando demandas específicas de los movimientos obreros y de mujeres, siempre que estas demandas estén de acuerdo con la prioridad nacional. Los fascistas buscan asegurar la armonización de los intereses de los trabajadores y las mujeres con los de la nación movilizándolos dentro de secciones especiales del partido y/o dentro de un sistema corporativo. El acceso a estas organizaciones y a los beneficios que confieren a los miembros depende de las características nacionales, políticas y/o raciales del individuo. Todos los aspectos de la política fascista están impregnados de ultranacionalismo.

### Norberto Bobbio
El politólogo italiano Norberto Bobbio ha propuesto la siguiente definición del fascismo:

El fascismo es un sistema político que trata de llevar a cabo un encuadramiento unitario de una sociedad en crisis dentro de una dimensión dinámica y trágica promoviendo la movilización de las masas por medio de la identificación de las reivindicaciones sociales con las reivindicaciones nacionales.

### Steven Forti
El historiador italiano Steven Forti, tras hacer un repaso de las diferentes definiciones que se han propuesto del fascismo, considera como «las características principales del fascismo» las siguientes:

El ultranacionalismo, el anticomunismo, el antiliberalismo, el antiparlamentarismo, la condena de los valores de la Ilustración, el autoritarismo, el culto al líder y a la fuerza, elementos militaristas e imperialistas, la mística del heroísmo, de la acción y de la violencia, el corporativismo o sindicalismo nacional, esto es, la negación de la división social en clases, y el racismo y, aunque no siempre, el antisemitismo.

### Matthew Lyons
El historiador Matthew Lyons, en su artículo What is fascism?, describe al fascismo como:

El fascismo es una forma de ideología de extrema derecha que ensalza la nación o la raza como una comunidad orgánica que trasciende todas las demás lealtades. Enfatiza un mito de renacimiento nacional o racial tras un periodo de decadencia o destrucción. Para ello, el fascismo reclama una "revolución espiritual" contra los signos de decadencia moral, como el individualismo y el materialismo, y busca purgar las fuerzas y grupos "ajenos" que amenazan a la comunidad orgánica. El fascismo tiende a celebrar la masculinidad, la juventud, la unidad mística y el poder regenerador de la violencia. A menudo, pero no siempre, promueve doctrinas de superioridad racial, persecución étnica, expansión imperialista y genocidio. Al mismo tiempo, los fascistas pueden abrazar una forma de internacionalismo basada en la solidaridad racial o ideológica más allá de las fronteras nacionales. Por lo general, el fascismo propugna una supremacía masculina explícita, aunque a veces también puede promover la solidaridad femenina y nuevas oportunidades para las mujeres de la nación o raza privilegiada.
 El enfoque político del fascismo es a la vez populista – pues busca activar al "pueblo" en su conjunto contra los opresores o enemigos percibidos – y elitista – en el sentido de que trata la voluntad del pueblo como encarnada en un grupo selecto, o a menudo en un líder supremo, desde el cual la autoridad prosigue hacia abajo. El fascismo trata de organizar un movimiento de masas encabezado por milicias en un intento de hacerse con el poder del Estado. Busca subordinar por la fuerza todas las esferas de la sociedad a su visión ideológica de comunidad orgánica, normalmente a través de un estado totalitario. Tanto como movimiento como régimen, el fascismo utiliza las organizaciones de masas como sistema de integración y control, y emplea la violencia organizada para suprimir la oposición, aunque la escala de la violencia varía considerablemente.
 El fascismo es hostil al marxismo, al liberalismo y al conservadurismo, aunque toma prestados conceptos y prácticas de los tres. El fascismo rechaza los principios de la lucha de clases y el internacionalismo obrero como amenazas a la unidad nacional o racial, pero a menudo explota los agravios reales contra los capitalistas y los terratenientes mediante chivos expiatorios étnicos o teorías conspirativas de corte radical. El fascismo rechaza las doctrinas liberales de la autonomía y los derechos individuales, el pluralismo político y el gobierno representativo, pero defiende una amplia participación popular en la política y puede utilizar los canales parlamentarios en su camino hacia el poder. Su visión de un "nuevo orden" choca con el apego conservador a las instituciones y jerarquías basadas en la tradición, aunque el fascismo suele romantizar el pasado como inspiración para el renacimiento nacional.
 El fascismo mantiene una compleja relación con las élites establecidas y la derecha no fascista. Nunca es una mera marioneta de la clase dirigente, sino un movimiento autónomo con su propia base social. En la práctica, el fascismo defiende el capitalismo contra la inestabilidad y la izquierda, pero también persigue una agenda que a veces choca con los intereses capitalistas de forma significativa. Ha habido mucha cooperación, competencia e interacción entre el fascismo y otros sectores de la derecha, produciendo varios movimientos y regímenes híbridos.

## Fascismo según intelectuales

### Umberto Eco
En 1995 el semiólogo italiano Umberto Eco pronunció una conferencia en Estados Unidos titulada Eternal Fascism, en la que planteaba el concepto de Ur-Fascismo o «fascismo eterno». Eco habló ante un público de estudiantes norteamericanos un 25 de abril, el día de la liberación de Italia del nazifascismo, y pocos días después de que Estados Unidos hubiera sufrido el atentado de Oklahoma City. Asimismo el año anterior había llegado al poder en Italia Silvio Berlusconi que había abierto las puertas al neofascista Movimiento Social Italiano a punto de transformarse en la posfascista Alianza Nacional. Este contexto es el que explicaría que Eco considerara que el fascismo no era un fenómeno político circunscrito al período de entreguerras, y derrotado en 1945, sino que era un hecho «ahistórico», «eterno». Así, Eco enumeró catorce características generales del fascismo eterno. Según él, la presencia de al menos una de ellas sería suficiente para crear «una nebulosa fascista».
1. «El Culto a la Tradición», caracterizado por el sincretismo cultural, incluso a riesgo de contradicciones internas. Cuando toda la verdad ya ha sido revelada por la Tradición, no puede ocurrir ningún nuevo aprendizaje, solo mayor interpretación y refinamiento.
2. «El rechazo del modernismo», que ve el desarrollo racionalista de la cultura occidental desde la Ilustración como un descenso a la depravación. Eco distingue esto de un rechazo al avance tecnológico superficial, ya que muchos regímenes fascistas citan su potencia industrial como prueba de la vitalidad de su sistema.
3. «El culto de la acción por el bien de la acción», que dicta que la acción es valiosa en sí misma y debe tomarse sin reflexión intelectual. Esto, dice Eco, está relacionado con el antiintelectualismo y el irracionalismo, y a menudo se manifiesta en ataques a la cultura y la ciencia modernas.
4. «El desacuerdo es traición». El fascismo devalúa el discurso intelectual y el razonamiento crítico como barreras para la acción, así como por temor a que tal análisis exponga las contradicciones encarnadas en una fe sincrética.
5. «Miedo a la diferencia», que el fascismo busca explotar y exacerbar, a menudo en forma de racismo o un llamamiento contra extranjeros e inmigrantes.
6. «Apelación a una clase media frustrada», por temor a la presión económica de las demandas y aspiraciones de los grupos sociales más bajos.
7. «Obsesión con una conspiración» y la exageración de una amenaza enemiga. Esto a menudo combina una apelación a la xenofobia con el miedo a la deslealtad y al sabotaje de los grupos marginados que viven dentro de la sociedad (como el 'miedo' de la élite alemana a los negocios y las buenas obras de la población judía de la década de 1930). Eco también cita el libro de Pat Robertson The New World Order como un ejemplo destacado de una obsesión por el complot.
8. Las sociedades fascistas consideran retóricamente a sus enemigos como «al mismo tiempo demasiado fuertes y demasiado débiles». Por un lado, los fascistas aprovechan el poder de ciertas élites desfavorecidas para alentar en sus seguidores un sentimiento de agravio y humillación. Por otro lado, los líderes fascistas señalan la decadencia de esas élites como prueba de su última debilidad ante una abrumadora voluntad popular.
9. «El pacifismo es traficar con el enemigo» porque «la vida es una guerra permanente»; siempre debe haber un enemigo contra el que luchar. Tanto la Alemania nazi bajo Hitler como la Italia fascista bajo Mussolini trabajaron primero para organizar y limpiar sus respectivos países y luego construir las máquinas de guerra que más tarde pretendieron y usaron, a pesar de que Alemania estaba bajo las restricciones del tratado de Versalles para no construir una fuerza militar. Este principio conduce a una contradicción fundamental dentro del fascismo: la incompatibilidad del triunfo final con la guerra perpetua.
10. «Desprecio por los débiles», incómodamente casado con un elitismo popular chovinista, en el que cada miembro de la sociedad es superior a los forasteros en virtud de pertenecer al intragrupo. Eco ve en estas actitudes la raíz de una profunda tensión en la estructura fundamentalmente jerárquica de los sistemas políticos fascistas, que alientan a los líderes a despreciar a sus subordinados, hasta llegar al Líder supremo que desprecia a todo el país por haberle permitido tomarlo por la fuerza.
11. «Todo el mundo está educado para convertirse en héroe», lo que lleva a abrazar un culto a la muerte. Como observa Eco, «[el] héroe ur-fascista está impaciente por morir. En su impaciencia, envía con más frecuencia a otras personas a la muerte».
12. «Machismo», que sublima el difícil trabajo de la guerra permanente y el heroísmo en la esfera sexual. Así, los fascistas tienen «tanto desdén por las mujeres como intolerancia y condena de los hábitos sexuales no estándar, desde la castidad hasta la homosexualidad».
13. «Populismo selectivo». El pueblo, concebido de manera monolítica, tiene una "Voluntad Común", distinta y superior al punto de vista de cualquier individuo. Como ninguna masa de gente puede llegar a ser verdaderamente unánime, el Líder se presenta como el intérprete de la voluntad popular (aunque realmente la dicta). Los fascistas utilizan este concepto para deslegitimar las instituciones democráticas que acusan de «no representar más la Voz del Pueblo».
14. «Neolengua»: el fascismo emplea y promueve un vocabulario empobrecido para limitar el razonamiento crítico.

El libro de Eco Il fascismo eterno se volvió a publicar en 2017, un año después de su muerte, y en seguida fue traducido a otros idiomas (en español en 2018 con el título Contra el fascismo). Su propuesta del «fascismo eterno» tuvo una gran repercusión entre las izquierdas que, en contra de lo sostenido por la inmensa mayoría de los historiadores, asumieron la tesis de que el fascismo habría seguido existiendo tras su derrota en 1945. Fue el caso, por ejemplo, del filósofo norteamericano Jason Stanley.
Tal vez el historiador que se ha mostrado más crítico con la tesis del «fascismo eterno» ha sido el italiano Emilio Gentile. Según Gentile, «no podemos prescindir del fascismo histórico para definir quién es fascista o usar el término "fascista" para movimientos políticos que no presentan en absoluto sus características peculiares, o incluso tienen características opuestas al fascismo histórico» («partido milicia, régimen totalitario, religión política, regimentación de la población, militarismo integral, preparación belicosa a la expansión imperial»).

### Jason Stanley
Siguiendo la estela de Umberto Eco, el filósofo norteamericano Jason Stanley ha definido el fascismo como «el ultranacionalismo de distinto tipo (étnico, religioso, cultural), en el que la figura de un líder autoritario representa a la nación y habla por ella». En su libro Facha: cómo funciona el fascismo y cómo ha entrado en tu vida (título de la edición en español publicada en 2019) analizaba los casos de Rusia, Hungría, Polonia, India, Turquía y Estados Unidos en los se estaba aplicando la «política fascista», es decir, «las tácticas fascistas, como mecanismo para obtener el poder»: «el pasado mítico, la propaganda, el antiintelectualismo, la irrealidad, la jerarquía, el victimismo, el orden público, la ansiedad sexual, el llamamiento al espíritu de la nación y el desmantelamiento del Estado de bienestar y la unidad».

## Fascismo según la RAE
La Real Academia Española define al fascismo como:

1. m. Movimiento político y social de carácter totalitario que se desarrolló en Italia en la primera mitad del siglo XX, y que se caracterizaba por el corporativismo y la exaltación nacionalista.

2. m. Doctrina del fascismo italiano y de los movimientos políticos similares surgidos en otros países.

3. m. Actitud autoritaria y antidemocrática que socialmente se considera relacionada con el fascismo.

## "Fascista" como insulto
Desde la Segunda Guerra Mundial, debido a sus connotaciones negativas y a la indefición de la ideología, los términos "fascista", "facha", "facho" y similares han sido utilizados coloquialmente como insultos hacia personas o grupos percibidos como autoritarios, reaccionarios o intolerantes, tales como Ronald Reagan o Donald Trump, o hacia rivales políticos en un intento de desprestigiarles, hasta tal punto que varios autores han argumentado que el término ha perdido toda o casi toda su utilidad. Así, ya en 1944, George Orwell afirmaba que:

Aunque cuando usamos el término 'fascismo' al describir Alemania o Japón o la Italia de Mussolini, sabemos más o menos qué significa. Es en la política interna donde el término ha perdido los últimos vestigios de su significado. Por ejemplo si miras la prensa encontrarás que no hay quien —y por supuesto ningún partido político u organización— no haya sido denunciado por ser fascista durante los últimos diez años. (...) Parecería que, tal como se usa, la palabra «fascismo» ha quedado casi totalmente desprovista de sentido. En las conversaciones, por supuesto, se usa casi más ampliamente que en prensa. La he oído aplicada a granjeros, tenderos, al Crédito Social, al castigo corporal, a la caza del zorro, a las corridas de toros, al Comité 1922, al Comité 1941, a Kipling, a Gandhi, a Chiang Kai-Shek, a la homosexualidad, a las transmisiones de Priestley, a los albergues juveniles, a la astrología, a las mujeres, a los perros y a no sé cuántas cosas más. (...) Lo más que podemos hacer por el momento es usar la palabra con circunspección y no, como se suele hacer, degradarlo al nivel de una palabrota.

Entre los autores que comparten esta visión se encuentran entre otros Steven Forti, Stanley Payne, Emilio Gentile o Roger Griffin, quien afirmaba que «el término fascismo sufrió una inflación semántica y, cuanto más lo usaba la gente, su valor como concepto se devaluaba más, como una divisa sin valor». Es decir, se ha producido una banalización del término. No obstante, la creencia en esta banalización como tópico puede llevar a una incapacidad o reticencia de identificar a tiempo a los movimientos fascistas modernos como tal, en la medida en la que exista alguna diferencia con el fascismo original. Robert Paxton, por ejemplo, se negó a denominar fascista a Donald Trump hasta el asalto al Capitolio de los Estados Unidos de 2021, que le hizo cambiar de opinión.